# Holandia na Letnich Igrzyskach Olimpijskich 1956
Holandia zbojkotowała Letnie Igrzyska Olimpijskie 1956 w Melbourne z powodu inwazji sowieckiej podczas powstania węgierskiego. Uczestniczyła jednak w zorganizowanym w Sztokholmie w dniach 11-17 czerwca Olimpijskim turnieju jeździeckim, który był wliczany do klasyfikacji igrzysk. Reprezentacja liczyła jednego olimpijczyka.

## Skład kadry

### Jeździectwo
- Alexis Pantchoulidzew - ujeżdżenie - 28. miejsce